# Bataille de Bomarsund
Guerre de Crimée
Batailles
- Isaccea (10-1853)
- Oltenița (11-1853)
- Pitsounda (11-1853)
- Sinope (11-1853)
- Cetate (12-1853)
- Silistra (04-1854)
- Kurekdere (08-1854)
- Bomarsund (08-1854)
- Petropavlovsk (08-1854)
- Alma (09-1854)
- Sébastopol (10-1854)
- Balaklava (10-1854)
- Inkerman (11-1854)
- Eupatoria (02-1855)
- Taganrog (05-1855)
- Kars (07-1855)
- Tchernaïa (08-1855)
- Malakoff (09-1855)
- Kanghil (09-1855)
- Kinbourn (10-1855)

La bataille de Bomarsund désigne une série d'opérations menée conjointement pendant la guerre d'Åland par les Britanniques et les Français contre les défenses russes de Bomarsund sur les îles Åland (mer Baltique) au cours de l'été 1854. C'est une action secondaire de la guerre de Crimée.

## Contexte

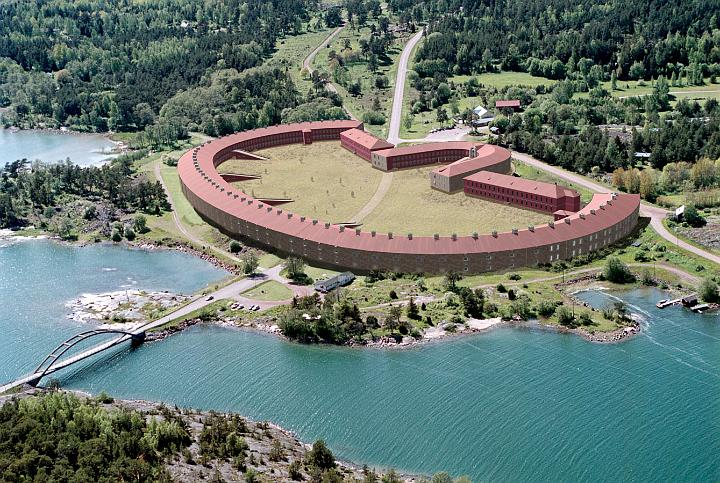
Image numérique de la forteresse.

Bomarsund est le nom d'une forteresse construite par la Russie à partir de 1832 à Sund sur les îles Åland en mer Baltique. En 1854, sa construction n'est pas achevée, seules deux des douze tours prévues étant terminées. De ce fait, elle était particulièrement vulnérable en cas d'attaque terrestre. De plus, les concepteurs de la forteresse avaient imaginé que l'étroitesse des passages maritimes à proximité de la forteresse les rendraient impraticables pour les grands navires de guerre. Cette hypothèse, valable à l'époque de la marine à voile, ne l'était plus pour les navires à vapeur.
L'opération franco-britannique est conçue comme une action de diversion du théâtre principal qui se trouve en mer Noire. Elle vise à s'attaquer aux défenses de Saint-Pétersbourg, capitale de l'Empire russe mais a été finalement détournée de son but initial.

## Préparatifs
Au cours des mois de mars et d'avril 1854, l'escadre française de la Baltique est formée à l'Arsenal de Brest sous le commandement du vice-amiral Parseval-Deschênes. Elle embarque l'infanterie et l'artillerie de marine. Cette escadre met 50 jours pour atteindre l'embouchure du golfe de Finlande.
À la fin juin, les navires britanniques et français font une reconnaissance vers Kronstadt sans parvenir à engager le combat avec la Flotte de la Baltique russe. Les chefs de l'expédition décident alors de la mener vers les îles Åland.

## Première bataille
Le 21 juin 1854, trois bâtiments britanniques entreprennent le bombardement de la forteresse de Bomarsund. L'artillerie adverse à terre réplique. De cet échange de tirs ne résultent que des dégâts légers de part et d'autre. 
Au cours de cet affrontement, un jeune officier de marine, Charles Davis Lucas (en), a jeté par-dessus bord un obus qui avait atterri sur le pont de son navire. L'obus a explosé avant d'atteindre l'eau. Ce geste lui a valu la croix de Victoria, dont il est le premier récipiendaire.

## Seconde bataille
Alors que la première bataille peut se résumer à un bref duel d'artillerie, la seconde confrontation a une tout autre ampleur. À la fin de juillet 1854, une flotte britannique de 25 navires vient entourer la forteresse en attendant l'arrivée des troupes françaises de débarquement. Les défenseurs autant que les attaquants savent que le fort ne peut pas être vaincu par les forces navales seules. En conséquence, les forces russes ont exécuté des destructions préalables dans les campagnes environnantes afin d'empêcher un siège plus que probable par les Franco-britanniques.
À partir du 8 août 1854, des troupes sont débarquées. Le contingent français est principalement constitué de deux bataillons renforcés du 51e régiment d'infanterie de ligne et d'un régiment de marche d'infanterie de marine. Les Français installent une batterie d'artillerie face à l'une des tours avancées tandis que les Britanniques font de même face à la seconde.
L'attaque débute le 13 août 1854. Alors que l'artillerie pilonne la tour auxiliaire de Brännklint, l'infanterie française l'attaque. Ses défenseurs se trouvent dans une position désespérée et replient l'essentiel de leurs forces au fort principal, ne laissant qu'un petit détachement en arrière pour superviser la démolition de la tour. Cependant les troupes françaises réussissent à la prendre avant qu'elle ne soit démolie, ce qui ne la sauve pour autant. Le 15 août, l'artillerie russe ayant ouvert le feu, un coup de canon atteint les magasins à poudre de la tour. L'explosion qui suit provoque sa destruction.
La seconde tour, Notvik, est également perdue le 15 août après que les Britanniques ont placé des canons de marine de gros calibre sur une colline qui lui fait face. Après huit heures de bombardement, ils réussissent à créer une brèche dans la fortification. Après la perte de la plupart de ses canons, le commandant de la tour se rend aux forces britanniques et françaises.

Bombardement et prise de la ville de Bomarsund.

Le bombardement de la forteresse principale commence le même jour. Avec seulement quelques canons en mesure de tirer en direction des navires, les Russes espéraient que les Français et les Britanniques attaquent sur terre. Néanmoins, la poursuite du bombardement le 16 août, sans indice d'un débarquement, il devient évident pour le commandant russes que les Britanniques et les Français ont l'intention de réduire la forteresse par un feu d'artillerie. La situation étant sans espoir, Bomarsund se rend le 16 août 1854.
La reddition rapide des Russes surprit les attaquants. 2 000 hommes mettent bas les armes et se constituent prisonniers.
Le choléra qui, depuis la mi-juillet jusqu'à la prise de la forteresse, s'était concentré à bord du vaisseau l'Austerlitz, éclate alors simultanément parmi les troupes de débarquement et les escadres, causant plus de victimes que les combats.

## Conséquences

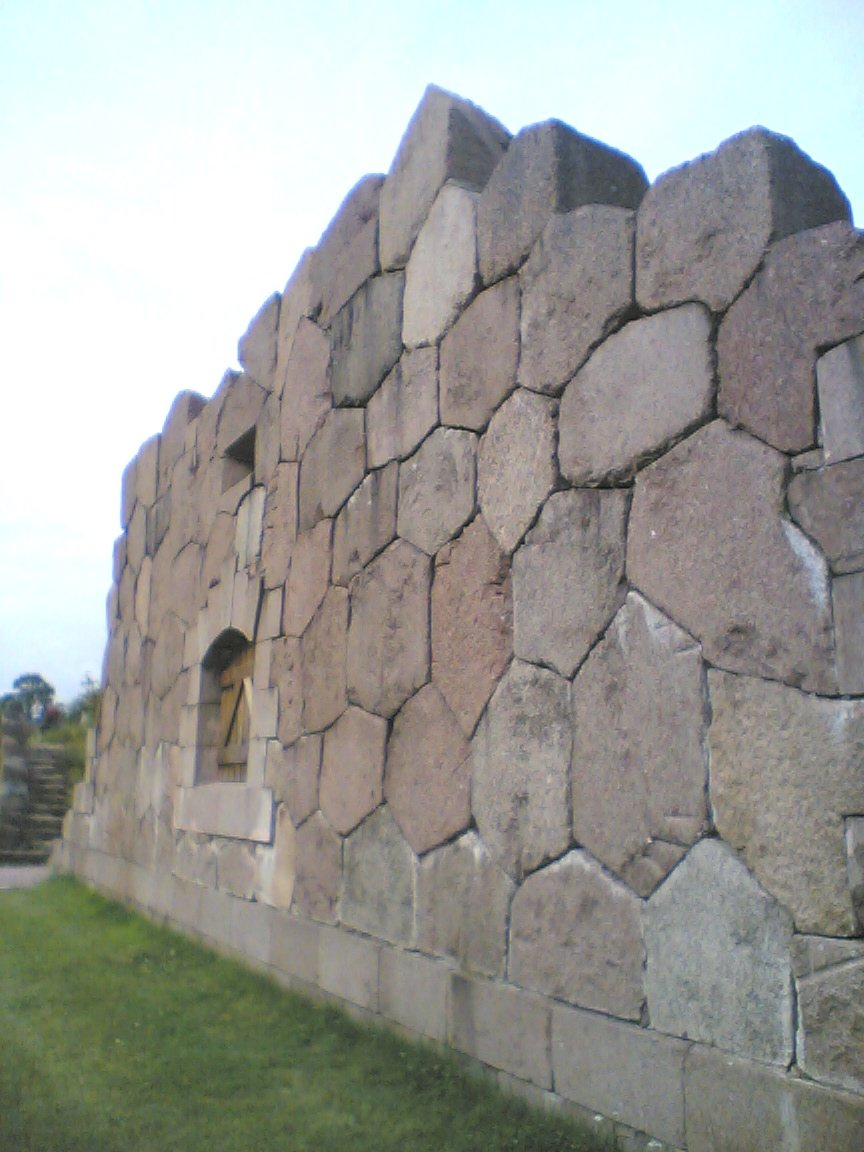
Une partie des ruines.

La forteresse ne présentant pas d'intérêt pour les forces britanniques et françaises, il est décidé de la démolir avec les explosifs qui se trouvent sur place. La destruction est faite les 2 et 3 septembre.
300 grenadiers finnois, défenseurs de la forteresse, ont été capturés puis transportés et emprisonnés à Lewes au Royaume-Uni. À leur retour en Finlande, ces hommes rapportent avec eux une chanson racontant leur bataille et leur emprisonnement, nommée la Guerre d'Åland (en finnois : Oolannin sota ; en suédois : Det Åländska kriget). 
Le Mémorial russe de Lewes (en) a été érigé à Lewes en 1877 pour honorer les morts en captivité.
Suivant le traité de Paris de 1856 qui met fin à la guerre de Crimée, l'ensemble des îles d'Åland sont démilitarisées, statut qui a perduré jusqu'aujourd'hui.